# 徐世蔭
徐世荫（？—？），字尔绳，号竹孙，浙江开化县人，明末政治人物。

## 生平
萬曆四十三年（1615年）舉乙卯科浙江鄉試，天启五年（1625年）进士。初授南京兵部车驾司主事，应对王府繁杂需求，有条不紊。因屯卫军多有冒滥，尚书郑三俊计划整治，结果军兵围攻官署，徐世荫单骑前往解围。历任兵部武选司员外郎、凤阳府知府，任内多有惠政。不久改常州兵备道，再升福建按察使。闽民患病多求神佑，徐世荫捐俸创办药局，救治病人。崇祯十年（1637年）福建教案爆发，徐世荫同福州府知府查禁天主教，驱逐教士。历升河南布政使、安庐巡抚。请归养，在开化乡居不出。